# Typhlotanais angusticheles
Typhlotanais angusticheles is een naaldkreeftjessoort uit de familie van de Typhlotanaidae. De wetenschappelijke naam van de soort is voor het eerst geldig gepubliceerd in 1989 door Kudinova-Pasternak.